# Hugo Helbing

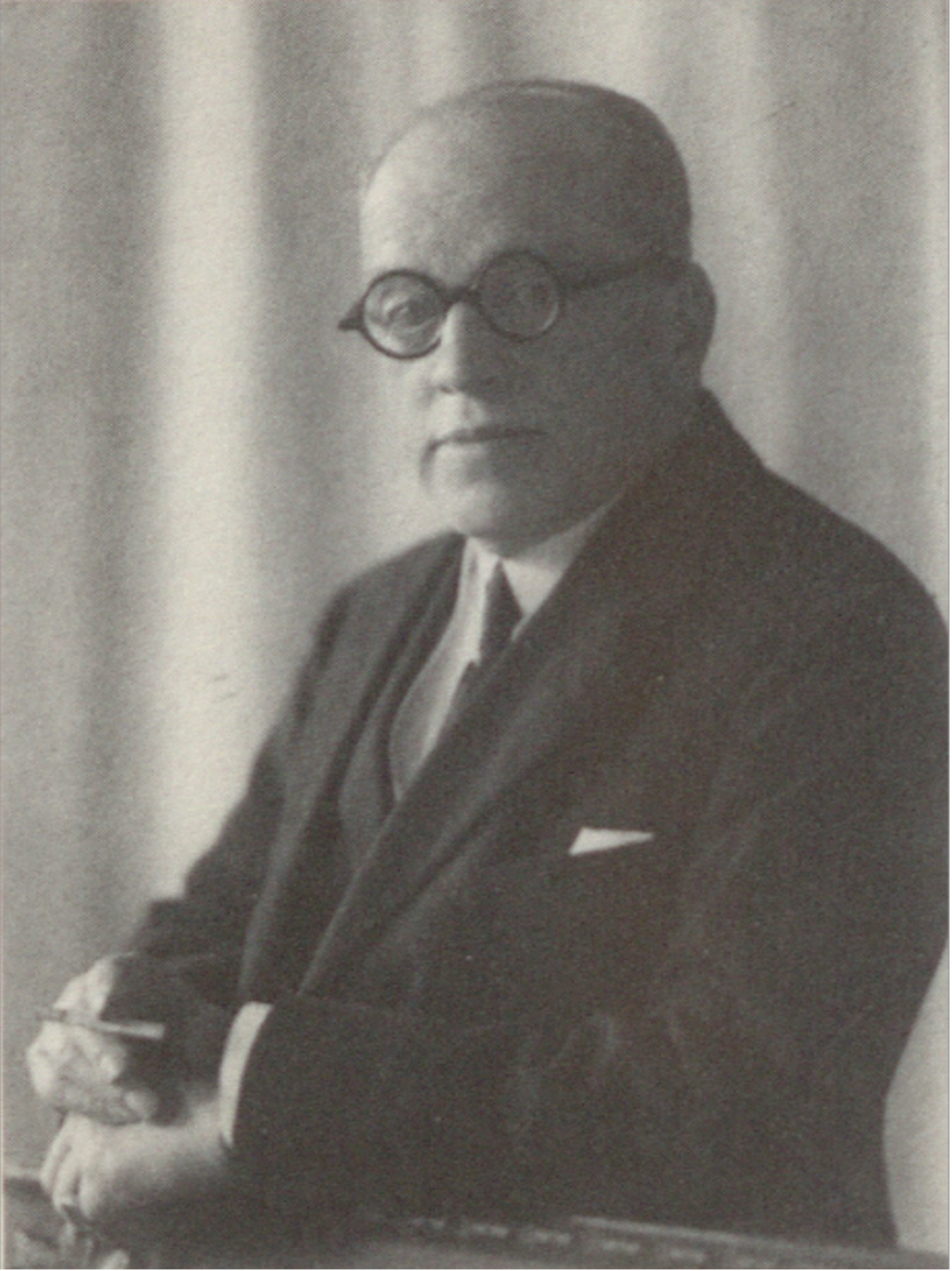
Hugo Helbing (1863–1938)

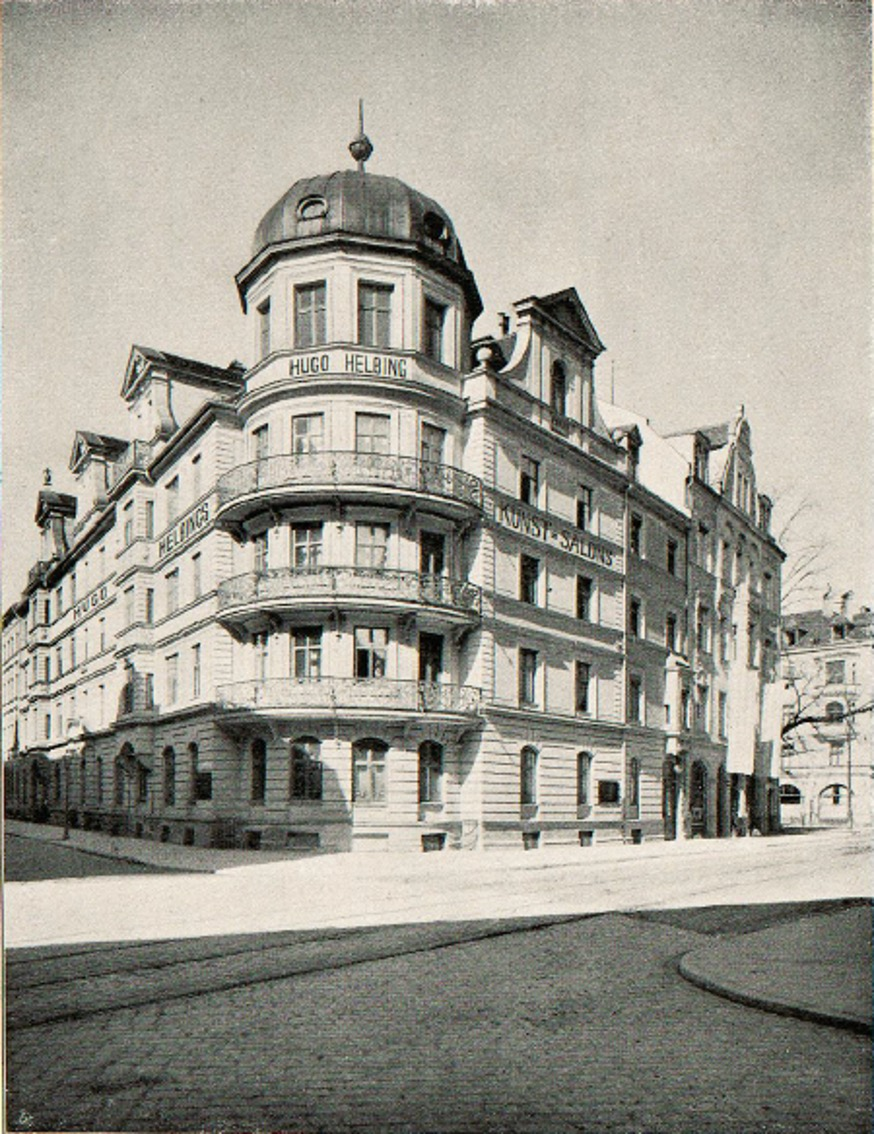
Im Vordergrund die Liebigstraße 21, in der Straßenflucht auf der rechten Seite der Erweiterungsbau Wagmüllerstraße 15, 100. Jubiläumsauktion am 28. April 1902

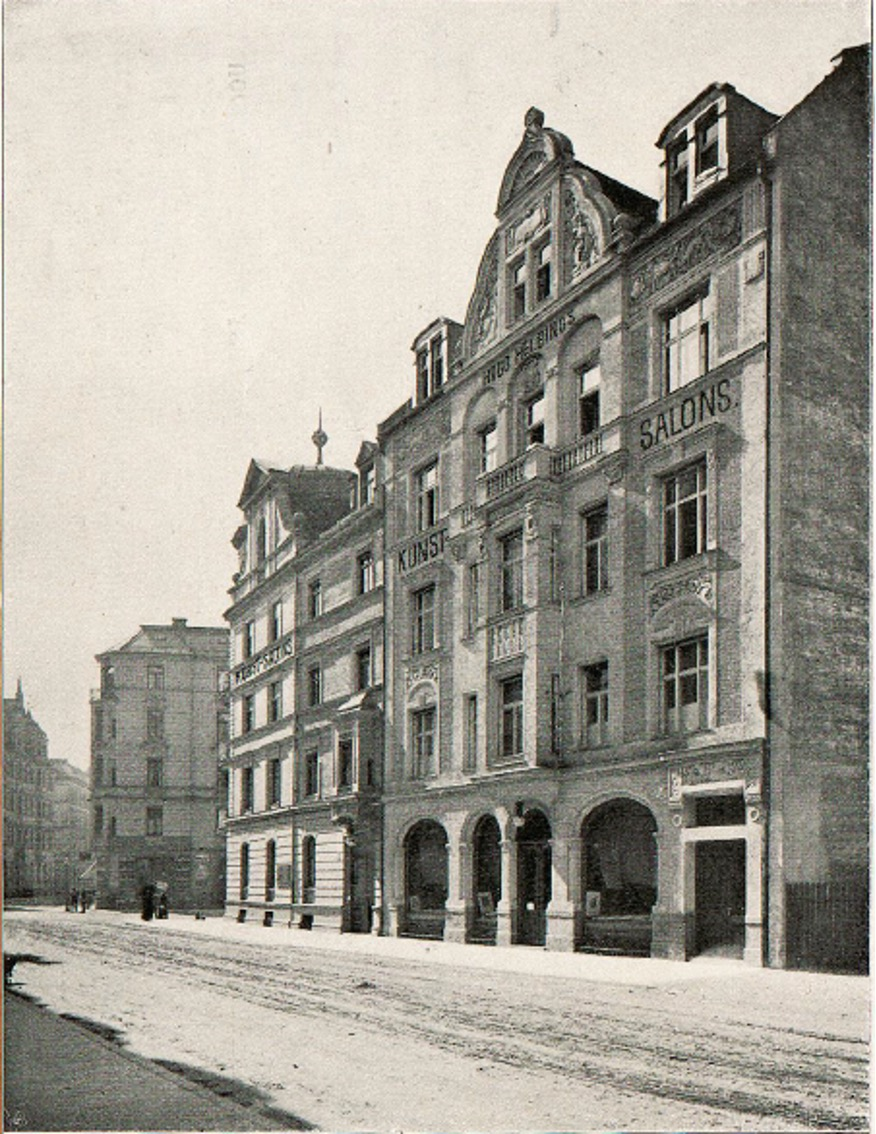
Im Hintergrund die Liebigstraße 21, im Vordergrund der Erweiterungsbau Wagmüllerstraße 15, 100. Jubiläumsauktion am 28. April 1902, 100. Jubiläumsauktion am 28. April 1902

Hugo Helbing (* 23. April 1863 in München; † 30. November 1938 ebenda) war ein deutscher Kunsthändler und Auktionator.
Hugo Helbing stammte aus einer jüdischen Kaufmannsfamilie, die sich Anfang des 19. Jahrhunderts in München niederließ. Mit dem Beginn seiner Tätigkeit im Kunsthandel in München 1885, die sich in den folgenden Jahren auch erfolgreich in den internationalen Raum erstreckte, wurde er zu einem der wichtigsten Akteure des europäischen Kunstmarkts in der ersten Hälfte des 20. Jahrhunderts. Helbing versteigerte über die Jahrzehnte hinweg viele namhafte Sammlungen. Als herausragende Beispiele, unter vielen weiteren, können hier die Sammlung Walter von Pannwitz, die Sammlung des Hofrats Edgar Hanfstaengel, die Sammlung Richard von Kaufmann, die Sammlung Oscar Huldschinsky, die Sammlung Joseph Spiridon oder der Nachlass Wilhelm von Bodes hervorgehoben werden.
Helbing stellte sich zudem früh in den Dienst der Stadt München und unterstützte Museen durch seine mäzenatischen Tätigkeiten. Durch seine publizistischen Aktivitäten förderte er die Entwicklung moderner Druckverfahren. Aufgrund seiner Verdienste erhielt er 1911 den Titel des Kommerzienrats und danach den Verdienstorden vom Heiligen Michael. 1918 wurde er zum geheimen Kommerzienrat ernannt.
Helbings Karriere und sein Wirken fanden mit dem sich zunehmend entwickelnden Antisemitismus in den 1930er Jahren und durch die anschließende Verfolgung und Ausplünderung im Nationalsozialismus ein brutales Ende. Durch die NS-Gesetze, die ein scheinlegales System bildeten, welches die systematische Existenzvernichtung des jüdischen Kunsthandels und die anschließende Arisierung der Betriebe zum Ziel hatten, wurde Helbings Kunsthandelstätigkeit ab 1933 schwer beeinträchtigt und 1938 brutal beendet – die Kunsthandlung wurde, gleichzeitig mit seiner Ermordung, endgültig geschlossen. Helbing wurde im Zuge der Novemberpogrome am 9. November 1938 in seiner Wohnung so brutal zusammengeschlagen, dass er am 30. November 1938 den ihm zugefügten schweren Verletzungen erlag.
Mit der Dissertation der Kunsthistorikerin Meike Hopp, Kunsthandel im Nationalsozialismus. Adolf Weinmüller in München und Wien, wurde die Bedeutung Helbings für den Kunsthandel in München und darüber hinaus einem breiteren Fachpublikum der Kunstgeschichte wieder in Erinnerung gerufen. Seit 2022 läuft das „Helbing Art Research Project: Studie zur Rekonstruktion der Sammlung Hugo Helbing und zum Verbleib der vermissten Werke“.

## Familie
Der Name Helbing stand seit Beginn des 19. Jahrhunderts in Verbindung mit dem Kaufmannsberuf. Bereits der Großvater Hugo Helbings, David Samson Helbing (geb. 1776 in Bechhofen, gest. 1843 in München), ein Sohn von Samson Loeb Hirsch Helbing (gest. 1817 in Wallerstein), war im Bereich des Schmuck- und Uhrenhandels in Passau und Salzburg aktiv. David Samson Helbing heiratete 1812 Sara Model (?–1813) in Neuburg an der Donau, im gleichen Jahr soll er Hofjuwelier von König Ludwig dem I. von Bayern geworden sein. Nach dem frühen Tod seiner ersten Frau heiratete er im Jahr 1813 Karolina/Caroline („Kindel“) Weil (ca. 1776–1863). David Samson Helbing hatte mit seiner zweiten Frau neun Kinder, darunter die Söhne Sigmund (zunächst Samson Loeb) (1821–1895) und August (1824–1896).
Nach der Gründung der israelitischen Kultusgemeinde 1815 wuchs die jüdische Bevölkerung in München rasch an. Bald ließ sich auch die Familie Helbing dort nieder. David Samson Helbing eröffnete ca. 1823 ein Geschäft für Schmuck, „Galanteriewaren“ und Parfüms, das sich gegenüber des „Schwarzen Adlers“ in der Kaufingerstraße befand. Später wechselte dieses Geschäft mehrmals seinen Standort, zeitweise befand es sich in der Weinstraße 9 und dann in der Theatinerstraße 34. Helbing reiste gelegentlich nach Paris, wo er Waren einkaufte. Nach seinem Tod am 17. September 1843 führte seine Frau Karolina/Caroline das Geschäft weiter, bis ihr Sohn Sigmund Helbing es 1849 übernahm.
Dessen Bruder August wanderte 1844 nach Amerika aus, wo er sich in San Francisco dauerhaft niederließ. Im Jahr 1850 gründete er unter anderem gemeinsam mit Levi Strauss und weiteren aus Deutschland immigrierten Juden die Eureka Benevolent Association. Diese wurde 1907 zur Eureka Benevolent Society und trägt heute den Namen Jewish Family Service & Children’s of San Francisco. Mit dem Gründungsjahr 1850 war dies eine der ersten Wohltätigkeitsorganisationen des ganzen Landes.
Sigmund heiratete am 1. Mai 1851 in Augsburg Clara Lebrecht (geboren 1. März 1830 in Pflaumloch, gestorben 22. März 1885 in München). Der Ehe entsprangen insgesamt zehn Kinder: Karl (1851–1903), Friederike (1853–1858), Ludwig (1855–?), Emma (1856–1856), Emilie (1857–?), Otto (1859–1914), Isa (1861–1876), Hugo (1863–1938), Clothilde (1865–1866) und Irene (1867–1949).
Clara und Sigmund Helbings Betrieb entwickelte sich rasch zu einem gesellschaftlich angesehenen Modewarengeschäft, das in den folgenden Jahren zu einer Anlaufstelle für finanziell gut situierte Kunden wurde. Gleichzeitig etablierte Sigmund ab der Mitte des 19. Jahrhunderts eine Firma für Antiquitätenhandel, die sich ab ca. 1868 in der Theatinerstraße 15 und danach in der Theatinerstraße 33, gleich neben dem Modewarenlager, befand. Helbings Schwager Aaron Schmay Drey (1813–1891), ab 1840 verheiratet mit Hanna (Henriette) geb. Helbing, etablierte sich in diesen Jahren ebenfalls im Kunsthandel: 1866 eröffnete er die Kunsthandlung A. S. Drey, die in der Folge ein großes Renommée erlangen sollte.
Nach dreißig Jahren Geschäftstätigkeit verkaufte Sigmund Helbing seine Modewarenhandlung 1872 an den Damenmodehändler Lehmann Bernheimer (1841–1918) und konzentrierte sich danach auf den Handel mit Antiquitäten. Er nahm in den folgenden Jahren auch seinen ältesten Sohn Karl in die Firma auf. Dieser war ab 1876 als Prokurist und ab 1878 neben seinem Vater als Miteigentümer registriert. In die Versteigerung der Sammlung Paul Hildebrandts im Montmorillon’schen Auktionshaus 1879 war Sigmund Helbing als einer von elf Antiquitätenhändlern auch in das Auktionswesen involviert. Die Firma Sigmund Helbing wurde im Dezember 1890 geschlossen, Sigmund selbst starb im Alter von 74 Jahren am 18. Januar 1895 in München.
Alle vier Söhne Sigmund Helbings waren im Bereich des Kunsthandels tätig. Während Karl an der Firma des Vaters beteiligt blieb, etablierte Ludwig ein Antiquitätengeschäft in Nürnberg und Otto eine angesehene, noch heute existierende Münzhandlung in München (Otto Helbing Nachfolger, seit 1953 Gerhard Hirsch Nachfolger).

## Die Firma „Hugo Helbing“
Von Beginn seiner Kunsthandelstätigkeit 1885 bis zu seiner Ermordung 1938 baute Helbing seine Firma kontinuierlich aus. So zeichnete sich die Erweiterung seiner Tätigkeiten auch in den Firmennamen ab: Aus „Hugo Helbing, Kunstantiquariat“ wurde „Hugo Helbing Kunsthandlung und Kunstantiquariat Übernahme von Kunstauktionen München“. Hinzu kamen die Filialen „Hugo Helbing Berlin, Kunstausstellungen Gemälde alter u. neuer Meister Antiquitäten, Kunst-Auktionen“ und „Hugo Helbing Antiquitäten/Gemälde Übernahme von Kunstauktionen Frankfurt a. Main Palais Oppenheimer“.

### Hugo Helbing als Kunsthändler: Gründung der „Galerie Helbing“
Am 1. November des Jahres 1885, im Alter von 22 Jahren, eröffnete Hugo Helbing ein Antiquariat, spezialisiert auf Kupferstiche, in der Residenzstraße 12 in München. Die erste Versteigerung, die Hugo Helbing veranstaltete, fand am 7. November 1887 statt. Versteigert wurden dabei die Nachlässe des Hof- und Portraitmalers Friedrich Dürck (1809–1884) und des Bildhauers Johannes Leeb (1790–1863). Bereits im Januar 1888 fand eine weitere Auktion statt, bei der Autographen aus dem Nachlass Bonaventura Genellis (1789–1868) versteigert wurden. Die ersten Versteigerungen veranstaltete Helbing gemeinsam mit der Münchner Hofkunsthandlung Albert Riegner. Zu diesem Zeitpunkt lag die Spezialisierung der Firma noch verstärkt auf den Bereichen Kupferstiche, Handzeichnungen und Aquarelle.

### Ausbau und Weiterentwicklung des Kunst- und Auktionshaus „Galerie Helbing“
Lagerkataloge des Antiquariats belegen, dass sich dessen Geschäftsräume auch einige Zeit am Odeonsplatz 7 befanden, während die Kunsthandlung zeitweise Geschäftsräume an der Galeriestraße 2 belegte. Antiquariat und Kunsthandel wurden ab 1890 an der Christophstraße 2 zusammengelegt. 1896 mietete Hugo Helbing Oberlichtsäle an der Theatinerstraße 15, um dort Auktionen zu veranstalten.
Ab dem Jahr 1900 lautete die neue Adresse des Kunst- und Auktionshauses „Galerie Helbing“ dann Liebigstraße 21. Helbing ließ in der Folge auf dem Grundstück mit der Adresse Wagmüllerstraße 15 einen Anbau errichten, welcher an das von ihm im Jahr 1900 erworbene, von Gabriel von Seidl (1848–1913) 1882 errichtete Eckhaus (Liebigstraße 21) angrenzte.

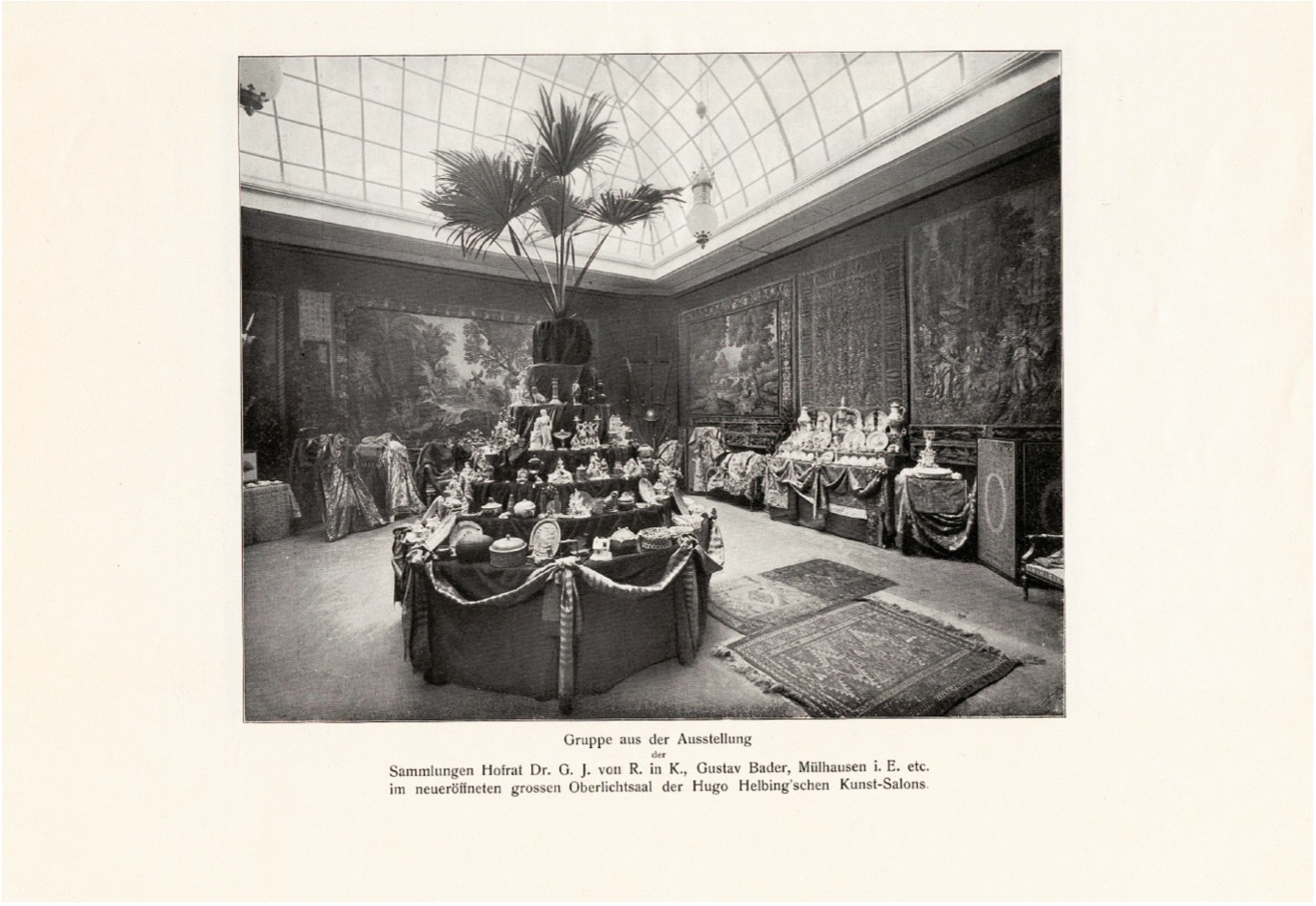
Oberlichtsaal im Erweiterungsbau Wagmüllerstraße 15, 100. Jubiläumsauktion am 28. April 1902

Der Erweiterungsbau verfügte über einen Oberlichtsaal, der am 28. April 1902 die Kulisse für die 100. Jubiläumsauktion Hugo Helbings wurde. Die museumsartig eingerichteten Räumlichkeiten und vor allem der Oberlichtsaal sollen „zu den schönsten in Europa gehört haben.“

### Revolutionierung des Kunst-Versteigerungswesens in Deutschland
Die folgenden dreißig Jahre der Berufstätigkeit Hugo Helbings veränderten das Gesicht des Kunst-Versteigerungswesens in Deutschland: Die Qualität und die Zahl der Auktionen erfreuten sich in dieser Zeit eines konstanten Wachstums. Den Grundstein dazu legte Helbing bereits in den Jahren 1894 und 1895 mit der Versteigerung der Kunstgewerbesammlung des Augsburger Museums August Riedinger mit 1200 Objekten. Im September 1896 folgte die Versteigerung der Kunstgewerbesammlung von Max Kuppelmayer, eines Münchner Baumeisters, gemeinsam mit der Firma J. M. Heberle (H. Lempertz´ Söhne) aus Köln. Mit diesen beiden Versteigerungen gelang Hugo Helbing ein „Durchbruch“ und diese Erfolge stufte der „ansässige Kunsthandel“ als „ein bedeutendes Anzeichen für den Übergang der Führung des Auktionsmarktes von Köln nach München“ ein. Auch dem Kunsthandwerk schenkte Helbing Aufmerksamkeit: 1898 rückte er, im Zuge der Versteigerung des ersten Teils der Sammlung Georg Hirth, eine umfangreiche Porzellankollektion ins Zentrum der Aufmerksamkeit. Mit diesen finanziell extrem erfolgreichen Auktionen sowie mit der Versteigerung der Sammlung Walter von Pannwitz (1905) weckte Helbing neues Interesse für Erzeugnisse der süddeutschen Porzellanmanufakturen und beeinflusste damit die Preisbildung des Marktes maßgeblich. Mit solchen Auktionen zog Helbing die Aufmerksamkeit einflussreicher Sammlerkreise auf sich und konnte so weitere Sammlungen für Versteigerungen akquirieren, so zum Beispiel die Sammlung Hofrat Edgar Hanfstaengel (München, 1909) oder den Nachlass von Benedikt Moritz Goldschmidt (Frankfurt am Main, 1910).
330 Auktionen – dies war die Bilanz, die Julius Kahn 1913 in einem eigens Hugo Helbing gewidmeten Kapitel in einem Band über Münchens Großindustrie und Großhandel zog. Seit der Gründung der Firma, so Kahn, sei die Anzahl der Auktionen stetig gestiegen. Waren es im Jahr 1901 erst 12 Auktionen, so brachte das Jahr 1912 bereits 32 Auktionen. Angesichts des raschen Wachstums entschied sich Helbing, Teilhaber aufzunehmen. Der erste war bereits im Jahr 1906 Theodor Neustätter, 1915 folgten dessen Schwager Ernst Spiegel und Helbings Sohn Friedrich „Fritz“ David Helbing (1888–1943). Zum Prokuristen bestimmte Helbing ebenfalls 1906 den Kunsthändler Adolf Alt (1866–1947). Damit wandelte sich das „Einzelunternehmen“ in eine „offene Handelsgesellschaft“. Sein Mitarbeiter Otto H. Nathan schied 1913 aus der Firma aus und machte sich anschließend im Kunsthandel selbstständig.

### Nationale und internationale Expansion
Hugo Helbings Geschäftstüchtigkeit und der damit einhergehende Erfolg machte vor Ländergrenzen keinen Halt. Er stand in regem Austausch mit internationalen Häusern. Italien, die Schweiz und Belgien wurden Schauplätze seiner Auktionen. Bereits im Jahr 1893 hatte in Basel seine erste Auktion im Ausland stattgefunden. Helbing kommentierte die Resonanz, die seine Auktionen hervorriefen, im Vorwort der durch ihn herausgegebenen Monatsberichte über Kunstwissenschaft, die er im Jahr 1900 erstmals anlässlich dieser Entwicklungen veröffentlichte:

„[…] Bestimmtere Kontouren gewann dieses ideale Bild einer neuen Revue für alles Können und Werten freilich erst gelegentlich der von mir geleiteten Versteigerung der Collection Dr. Georg Hirth; endlich wurde anlässlich der Auction der Sammlung Dr. Martin Schubart meine Idee zum Entschluss. Hatte ich bei ersterer schon Gelegenheit, mit einer Reihe von Freunden und Sammlern kunstgewerblicher Gegenstände im In- und Auslande, mit vielen Kunstgelehrten und Kritikern in nähere Beziehung zu treten, so war die letztere Auction Veranlassung, dass ich in rege Verbindung und lebhaften Gedankenaustausch mit Kunstfreunden und Kunstforschern aller Herren Länder kam und so die Ueberzeugung gewann von dem intensiven Interesse, das weite Kreise der internationalen Intelligenz an den Kunstschöpfungen längst vergangener Zeiten und an dem diese dem Sammler vermittelnden Kunsthandel nehmen.
Meine Wahrnehmungen, die bestätigt wurden durch die eingehende Besprechung, die beide Auctionen in der Presse des In- und Auslandes fanden — ich erinnere nur an das auf die Auction Dr. Schubart bezügliche Feuilleton des »Temps« — mussten mich in meinem Entschlusse bestärken, mein so lange erwogenes Project einer neuen umfassenden Kunst-Rundschau zur Ausführung zu bringen, damit dem tiefgehenden Interesse an Kunstwissenschaft und Kunsthandel, das sich bei den beiden genannten Auctionen in so unerwartet grossartiger Weise gezeigt hatte, gewissermassen einen Brennpunkt zu geben.“

Helbings eigene Reflexion über das Kunstmarktgeschehen zeugt von einer bedeutenden Weiterentwicklung des Münchner Kunstmarktes, der durch seine Aktivitäten nicht nur auf nationaler, sondern auch auf internationaler Ebene konkurrenzfähig wurde.
Nach der Aufnahme der neuen Teilhaber und dem Wandel des Einzelunternehmens in eine offene Handelsgesellschaft erweiterte Helbing seine Firma stetig. So eröffnete er während des Ersten Weltkriegs im Jahr 1916 eine Niederlassung in der Matthäikirchstraße 12 in Berlin, die von Julius Schlesinger (1872 – 4. Februar 1951) geleitet wurde. Ab 1916 existierte außerdem eine „Auktionsgemeinschaft“ mit dem „Kunstsalon“ von Paul Cassirer (1871–1926) an der Viktoriastraße 35 in Berlin. Die Firmen Hugo Helbing und Paul Cassirer veranstalteten in den Jahren 1916–1932 über 80 Auktionen. Schon die erste gemeinsame Versteigerung der Sammlung Hugo Schmeil brachte 1,25 Millionen Mark ein. 1917 erzielte die Auktion der Sammlung des Geheimen Regierungsrats Dr. Richard von Kaufmann dann sagenhafte 12 Millionen Mark. Durch diese Erfolge brachten Helbing und Cassirer „Berlin den Ruf als ‚Kunstbörse […]‘“ ein. Die beiden Firmen veranstalteten auch in München, im Antiquariat Jacques Rosenthal, gemeinsame Auktionen.
1919, kurz nach Ende des Ersten Weltkriegs, eröffnete Hugo Helbing eine weitere Filiale in Frankfurt am Main, die von Arthur Kauffmann (1887–1983) geleitet wurde. Kauffmann war 1919 zunächst als wissenschaftlicher Mitarbeiter eingestellt worden, arbeitete jedoch alsbald als Prokurist und später als Direktor der Frankfurter Filiale. Ab 1923 hielt er 50 %, ab 1935 100 % ihrer Anteile. Die Frankfurter Filiale befand sich im Palais Oppenheimer, dem im Jahr 1883 für Generalkonsul Charles Oppenheimer errichteten Prachtbau an der Bockenheimer Landstraße 8. Dort fanden bis 1937 insgesamt 51 Auktionen statt, so beispielsweise die Versteigerung der Sammlungen August G. Sproesser (1922), Richard Seligsohn (1930) und David Rothschild (1932).
Auch in Luzern führte Helbing zusammen mit der Galerie Artes eine Filiale.
Nach dem Tod Paul Cassirers 1926 setzte Helbing die gemeinsame Geschäftstätigkeit mit Grete Ring (1887–1952) und Walter Feilchenfeldt (1894–1953) fort. In der Folge versteigerten die zwei Firmen erneut hochbedeutende Ensembles, etwa die Sammlungen von Oscar Huldschinsky (1928) und Joseph Spiridon (1928) sowie den Nachlass von Wilhelm von Bode (1929). Mit der Versteigerung von Joseph Spiridons Sammlung aus Paris hatten Helbing und die Firma Cassirer „ihr größtes Kunstmarktereignis zu verzeichnen.“ Mit den auf 6 Millionen Reichsmark geschätzten 79 Bildern wurde – auch durch die Beteiligung von Joseph E. Widener (1871–1943), der zu bedeutenden amerikanischen Sammlern zählte – ein Erlös von ca. 10 Millionen Reichsmark erzielt. Damit erreichten diese Auktionen das Niveau der herausragendsten Versteigerungen in Paris und London.

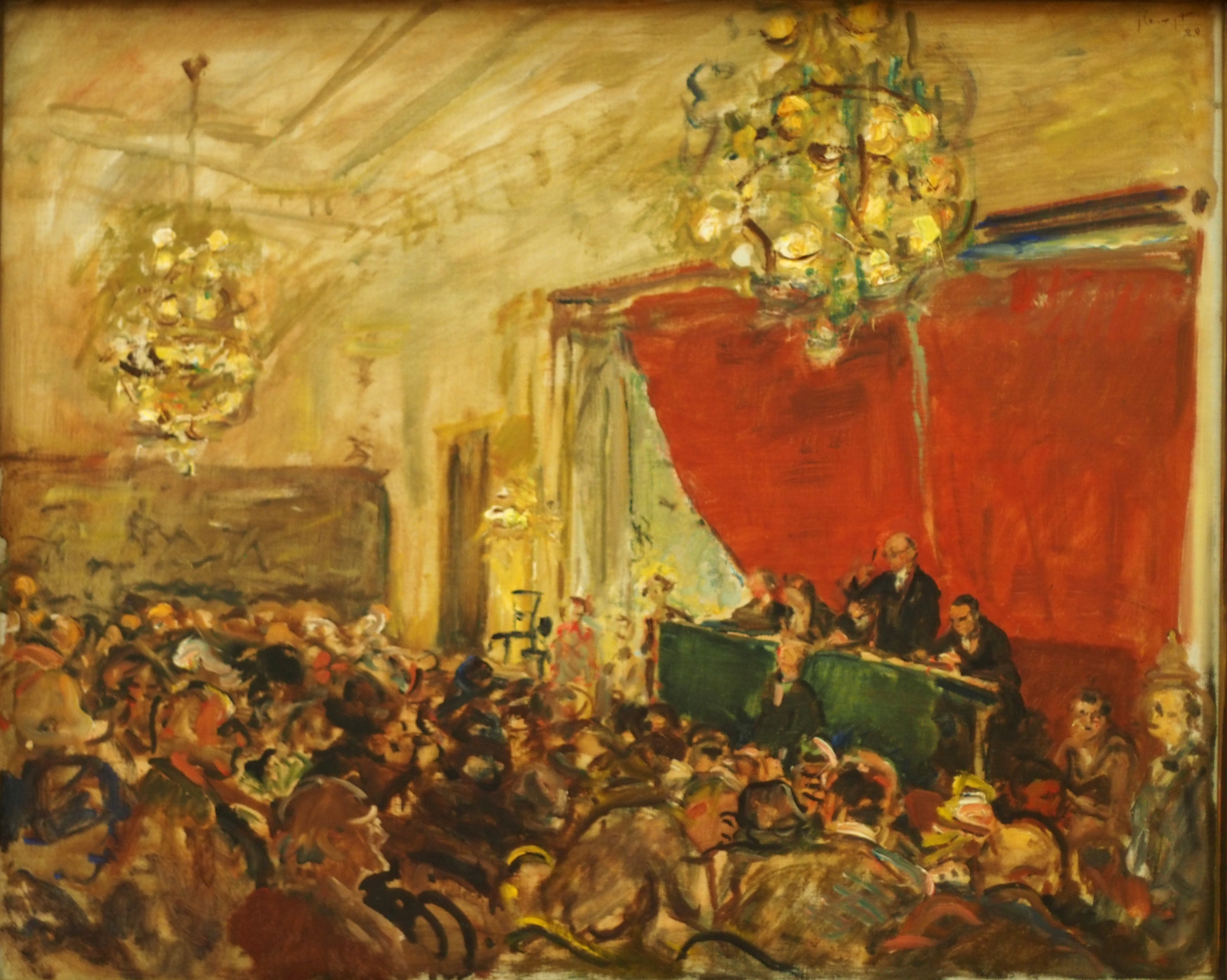
Max Slevogt, Hugo Helbing versteigert die Sammlung Huldschinsky in Berlin, 1928, Öl auf Leinwand, 51,5 × 62,5 cm, Landesmuseum Hannover, Dauerleihgabe der Stadtsparkasse Hannover

Diese zum Teil mehrtägigen Auktionen, die „das Bild des modernen Kunstversteigerungswesens“ prägten, waren auch gesellschaftliche Höhepunkte. Zwei bravouröse Gemälde von Max Slevogt, welche die Huldschinsky-Auktion zeigen, sind dafür ein eindrucksvolles Zeugnis. Zwischen 1887 und 1937 veranstaltete Helbing über 800 Auktionen. Zu seinen Kunden zählten neben Kunsthändlern und Sammlern auch Museen aus ganz Europa.

### Publizistische Tätigkeit
Zwischen 1900 und 1903 gab Helbing die „Monatsberichte über Kunstwissenschaft und Kunsthandel“ heraus. Gegenstand dieser Veröffentlichungen waren die neuesten Informationen besonders zum nationalen und internationalen Kunstmarkt. Sie enthielten Ausstellungsrezensionen, Besprechungen von Neuerwerbungen und Aufsätze zu aktuellen Themen der Kunstwelt, ebenso wie praktische Informationen für Händler und Sammler.

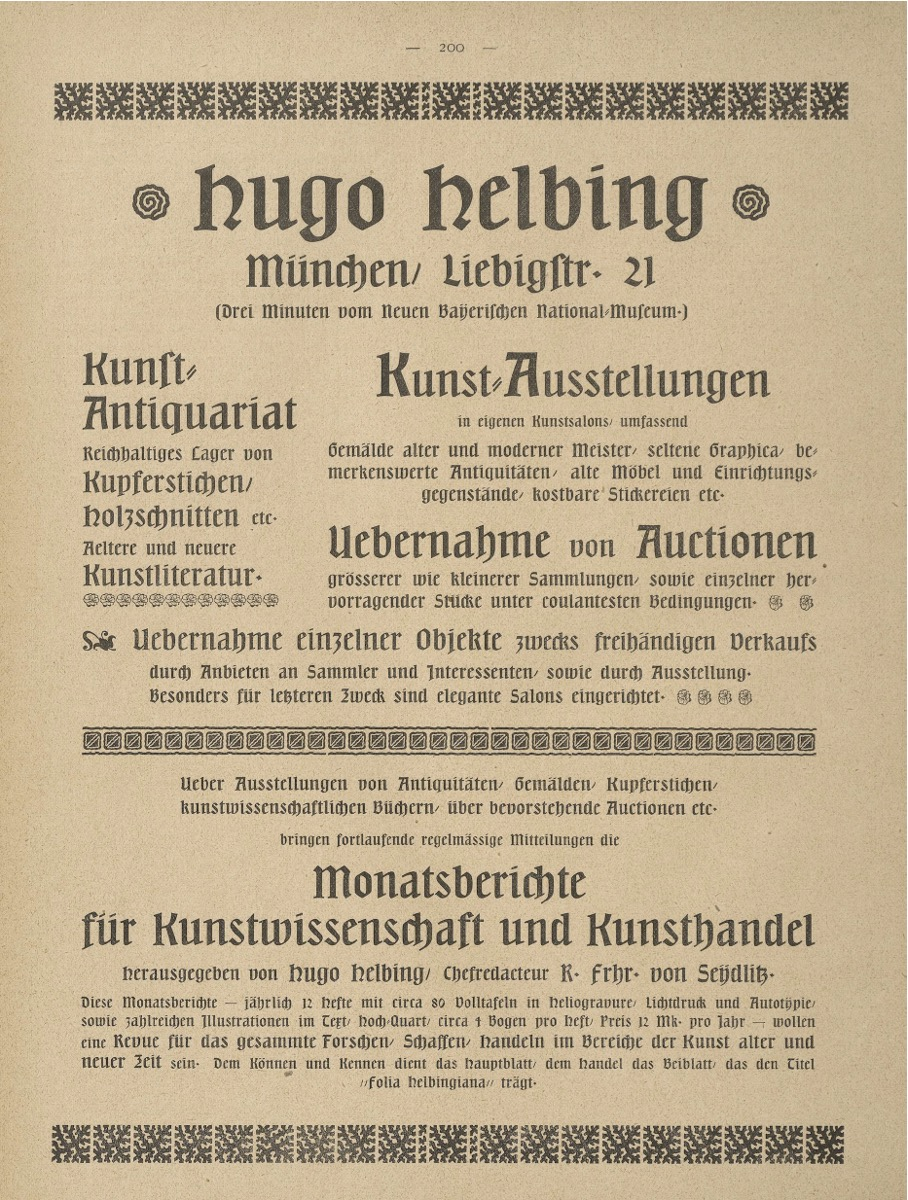
Reklame der Galerie Hugo Helbing in dem von Helbing herausgegebenen „Monatsbericht über Kunstwissenschaft und Kunsthandel“ 1 (1900/01). Veranschaulicht die Varietät der Zuständigkeitsbereiche und Angebote von Hugo Helbing als Kunsthändler und Publizist

Von 1912 bis 1914 gab Helbing außerdem gemeinsam mit einem Mitarbeiter, dem Kunsthistoriker Georg Lill, die Mitteilungen der Galerie Helbing heraus. Damit informierte er über geplante Auktionen und publizierte „sachkundige Beschreibungen der zu versteigernden Sammlungen“.
Zu zahlreichen Auktionen Helbings erschienen Kataloge, die sich durch hervorragende Illustrationen und wissenschaftliche Fundierung auszeichneten. Auch von Kritikern wurden diese Kataloge aufgrund der genannten Eigenschaften immer wieder gelobt. Im Übrigen veröffentlichte Helbing auch eine „Reihe von Prachtwerken“, zum Beispiel Sammlungskataloge für die königliche Gemäldegalerie und die Pinakothek in München sowie wissenschaftliche Monographien. Mit seinen Publikationen trug Helbing auch in hohem Maße zur Entwicklung moderner Druckverfahren bei.
In den Jahren 2018–2021 wurde eine große Anzahl von annotierten Auktionskatalogen der Firma Helbing im Rahmen eines Forschungsprojekts der Universität Heidelberg digitalisiert und online gestellt (siehe: Absatz Forschung).

### Kunstmäzen
Hugo Helbing bedachte als Mäzen nicht nur die Staatlichen Sammlungen Bayerns, sondern auch Museen in Frankfurt am Main und Berlin. In München unterstützte er den Erwerbungsetat der Staatlichen Sammlungen regelmäßig mit signifikanten Summen sowie Schenkungen von Kunstobjekten. Er erhielt mehrfach Auszeichnungen, nicht nur für sein mäzenatisches Tun, sondern auch, weil er durch seine Aktivitäten entscheidend dazu beigetragen hatte, dass „München seine führende Stellung im Gebiete des Kunst und Antiquitätenhandels behaupt[ete]“. 1911 wurde ihm der Titel des Kommerzienrates und der Verdienstorden vom Heiligen Michael verliehen. 1918 folgte der Titel des Geheimen Kommerzienrates.

### Antisemitismus und Reform des Auktionswesens um 1930
Das deutsche Kunstversteigerungsgewerbe, das sich mit der zweiten Hälfte des 19. Jahrhunderts zunehmend festigte, unterschied sich vom Kunstversteigerungsgewerbe in einigen anderen Ländern: Es war weder „zentralisiert“ noch „verstaatlicht“ sondern befand sich in „Privathand“. Die Kunstversteigerungen unterschieden sich deutlich von Versteigerungen, die beispielsweise zum Zweck von „Liquidationen und Haushaltsauflösungen“ veranstaltet wurden. Diese bewusste Abgrenzung des privatwirtschaftlichen Kunstversteigerungsgewerbes von den oft staatlich geregelten „allgemeinen Versteigerungen“ war insoweit für die „‚gehobenen‘ Kunstversteigerungen“ problematisch, als auf juristischer Ebene keine Trennung zwischen staatlich und privatwirtschaftlich existierte. In der Konsequenz hatten sich sowohl die staatlich organisierten Versteigerungen, als auch die gehobenen Kunstversteigerungen nach den gleichen Bestimmungen zu richten, die in vielerlei Hinsicht nicht auf die „besonderen Bedürfnisse bei Kunstauktionen“ zugeschnitten waren.
Mit dem Beginn des 20. Jahrhunderts entwickelte sich das Kunstversteigerungswesen in Deutschland zu einem florierenden „neuen Kunstmarktsektor“. Dieser Aufschwung war einer zunehmenden Internationalisierung geschuldet, die vorwiegend auf amerikanische Sammler zurückgeführt werden kann. Spitzen- und Rekordpreise, vor allem auf Altmeister-Auktionen, trugen zu einem „enormen Preisanstieg auf Kunstversteigerungen“ zu Beginn des neuen Jahrhunderts bei. Diese Entwicklung wurde nicht nur begrüßt, sondern auch besorgt beobachtet und sogar gefürchtet: „[D]ie Abwanderung wertvollster Kunstwerke ins Ausland“ und die Verdrängung des „traditionellen Kunsthandel[s] im Ladengeschäft“ durch den Wettbewerb mit Auktionshäusern standen zur Diskussion.
Entgegen allen Erwartungen konnte auch der Erste Weltkrieg die aufstrebende Entwicklung des Kunstversteigerungswesens nicht bremsen. Im Gegenteil – was bisher bereits kritisch beäugt worden war, war erst der Vorgeschmack auf das, was in den ersten Versteigerungen während der Kriegsjahre folgen sollte.
So sagte der Antiquar Guenther Koch 1915 folgendes über den Kunsthändler:

„Der Kunsthändler von heute besitzt im allgemeinen nicht nur eine achtunggebietende Bildung und gerütteltes Maß an Fachwissen, sondern ist meist Gentleman an sich. Nicht etwa ein mezzo galant’uomo, wie er in Italien noch hin und wieder unter den Händlern zu finden sein soll, sondern ein Gentleman in des Wortes voller Bedeutung.“

Auch Hugo Helbing war ein Vertreter dieser Gattung. Im Jahr 1921 versteigerte er auf einer seiner Auktionen das Gemälde Kinder am Strande des Künstlers Anselm Feuerbach. Mit einem Zuschlagpreis von etwas mehr als einer Million Mark wurde dabei die Messlatte für neue Rekorde weiter in schwindelerregende Höhen gesteigert. Auf genau solche „Hammerpreise“ sollte die Verordnung über die Ausfuhr von Kunstwerken vom 11. Dezember 1919 gemünzt sein, die Kulturgut vor der „Abwanderung […] ins Ausland“ schützen sollte. Aufgrund ihrer juristischen Mängel – „Schlupflöchern“ – kursierte unter Kritikern aber alsbald das Gerücht, dass diese Verordnung sogar die Abwanderung von Kunstwerken fördere.
Die Kritik, die dieser Verordnung zugrunde lag, war nicht neu, sie war schon während des Ersten Weltkriegs geäußert worden: So wurde beklagt, dass deutsches Kulturgut zu exorbitanten Preisen ins Ausland verkauft würde – vor allem durch das Auktionswesen. Die Rede war von einem „allgemeinen Ausverkauf deutschen Kulturgutes“, welcher durch die schlechte wirtschaftliche Situation nach dem Ersten Weltkrieg hervorgerufen worden sei. Zwei Faktoren führten in dieser Zeit zu diesem hochdynamischen Geschehen im deutschen Kunstversteigerungswesen: Die Inflation und die Währungskrise.
Die Attraktivität, eine Investition zu tätigen, stieg für inländische und ausländische Investoren und Sammler gleichermaßen, wenn auch aus unterschiedlichen Gründen: Da die Mark als Währung stetig an Wert verlor, war es aus inländischer Perspektive sinnvoll, sein Geld in Sachwerte wie „Kunstgegenstände“ anzulegen. Aus der Perspektive des Auslands war Kunst hingegen eine rentable Investition. Diese Entwicklung veränderte den Charakter der Kunstauktionen: Es wurde moniert, dass die Preisbildung auf den Auktionen nicht mehr durch den Sammlerwert bestimmt sei, sondern durch Spekulationen, wie es im Zusammenhang mit einer Auktion Helbings 1923 beobachtet wurde. Die Folge solcher Dynamiken habe zu einer Homogenisierung des Publikums in den Auktionen geführt – Staatsgalerien und städtische Sammlungen seien wegen ihrer prekären finanziellen Verfassung Kunsthändlern aus der Schweiz gewichen.
Die Entwicklungen des Kunstmarktes und die damit verbundenen Diskussionen fanden auch in zeitgenössischen Publikationen ihre Resonanz. Gegenstand dieser Publikationen war unter anderem die „Preisbildung am Kunstmarkt“. Das Thema Preisbildung war auch von wissenschaftlichem Interesse.
Mit der Dissertation Ludwig Bernheimers (1906–1967), Sohn des Münchner Kunsthändlers Otto Bernheimer, rückte erstmals im Jahr 1929 das Thema „Rechtsverhältnisse der an einer Kunstversteigerung beteiligten Personen“ in den Fokus der wissenschaftlichen Debatten rund um den Kunstmarkt. Deutlich wurde durch die Forschung Bernheimers, was sich in den Jahren zuvor bereits abgezeichnet hatte: Die wirtschaftlichen Dynamiken des Kunstauktionswesens und die damit entstandenen Bedürfnisse setzten sich von denen der „Trödelveranstaltungen“ klar ab. Dennoch wurden die Kunstauktionen immer noch unter den gleichen „landesrechtlichen Bestimmungen“ reguliert. Zudem entstand ein immer deutlicherer Unterschied zwischen den Kunstauktionshäusern und dem „traditionellen Kunsthandel“. Mit den Forderungen Bernheimers, das Kunstversteigerungswesen zweckmäßiger zu reglementieren und gleichzeitig den Blick auf die Kunstauktionshäuser zu verändern – sie nämlich als „Wirtschaftsunternehmen“ zu betrachten, die beispielsweise in Haftungsfragen, bei falschen Zuschreibungen oder Sachmängeln mehr Verantwortung übernehmen sollten – hatte er erstmals Erkenntnisse zusammengefasst, die der Reformierung des Kunstauktionswesens einen entscheidenden Impuls gaben. Meike Hopp fasst Bernheimers Beitrag in ihrer Dissertation aus dem Jahr 2012 wie folgt zusammen:

„Bernheimer hatte hier das Dilemma des Kunstversteigerungsgewerbes erkannt, welches zunehmend zwischen seiner kulturpolitischen Verantwortung und einer profitorientierten Ausrichtung in Bedrängnis geriet“

Die Reformierung des Kunstauktionswesens fand in einer Zeit statt, in der sich antisemitische Hetze längst in der Kritik am Kunstmarkt etabliert hatte. Der Redakteur H. W. May schrieb am 8. Mai 1933 folgendes an das Bayrische Ministerium des Innern:

„Der Kunsthandel als ein der Gewerbefreiheit unterstehender Beruf hat in Friedenszeiten in Deutschland ein durchaus sympathisches Gesicht gehabt. Durch die Spekulationsperiode der Inflation und die fortgesetzte Spekulationsmethode vorzüglich jüdischer herrschender Gross- und Internationalfirmen sind heute eine grosse Zahl unzuverlässiger und unwürdiger Elemente in den Kunsthandel verstreut. Er hat eine Aufblähung erlitten, die noch nicht vollständig wieder zurückgedämmt ist.“

Bereits um das Jahr 1930 war der Münchner Kunst- und Antiquitätenhandel ein Kulminationspunkt solcher antisemitischer Hetzaktionen und auch die Verordnung über die Ausfuhr von Kunstwerken 1919 war bereits Ausdruck dieser Entwicklungen.
Die in den ausgehenden 1920er Jahren verbreitet geführte Debatte über eine Reformierung der Kunstauktionen und über „Missstände[…] im Auktionswesen“, wie sie Bernheimer in seiner Dissertation beschrieb, wurde auch unter reger Beteiligung von jüdischen Kunsthändlern verfolgt. Zu Beginn der 1930er Jahre wandelten sich diese Meinungsäußerungen dann zu „antisemitische[n] Hetzkampagnen“. Besonders der Verband des deutschen Kunst- und Antiquitätenhandels e. V. wurde zunehmend zu einem Brennpunkt des sich ausbreitenden Antisemitismus. Er wurde als Verhinderer einer „Neuregelung des deutschen Kunsthandels“ gebrandmarkt, „da er selbst ‚in den Händen des konzernmässig zusammengeschlossenen Kunstgrosshandels, fast vollkommen jüdischen Geistes‘ sei […].“

### Verfolgung und Ausplünderung im Nationalsozialismus
Am 11. März 1933, kurz nach der „Machtergreifung“ durch die Nationalsozialisten, wurde die Auktion „Gemälde alter und neuer Meister“ im Düsseldorfer Palast-Hotel, die von Helbing gemeinsam mit dem Kunsthändler Alfred Flechtheim und der Galerie Paffrath organisiert worden war, von der SA gesprengt und damit zwangsweise wegen der jüdischen Herkunft von Helbing und Flechtheim abgebrochen, auch weil das Angebot Werke der „entartete[n] Kunst“ umfasste. Vor allem von den Nationalsozialisten als „entartet“ diffamiert wurden die Werke von Avantgardisten und jüdischen Künstlern.
Das Bundesamt für zentrale Dienste und offene Vermögensfragen schreibt dazu: „Derartige Störungen gegenüber Kunsthändlern waren nach der Machtergreifung der Nationalsozialisten üblich. Aktionen wie die in der Galerie Paffrath wurden vom ‚Kampfbund für deutsche Kultur‘ unter der Leitung Alfred Rosenbergs durchgeführt.“ Flechtheim war selbst nicht anwesend; er sei „regelrecht zusammengebrochen“, als er davon erfuhr. Er verließ Deutschland im Oktober 1933 und starb vier Jahre später in London. Insgesamt kann die Sprengung der Auktion in Düsseldorf als „erstes politisches Signal“ gewertet werden, wenn man sie in den Zusammenhang mit dem ab dem 1. April des gleichen Jahres erfolgenten „Boykott jüdischer Geschäfte“ setzt.
Am 16. Juli 1933 wurde die „Gleichschaltung“ des „Bundes der deutschen Kunst- und Antiquitätenhändler e. V.“ beschlossen. Der Münchner Kunsthändler Adolf Weinmüller (1886–1958), der seit 1931 Parteimitglied der NSDAP war, wurde als 1. Vorstand dieses Bundes „ernannt“. Diese Organisation wurde jedoch bereits 1934 wieder aufgelöst und danach unter dem Namen „‚Fachgruppe 8‘ für Kunstverleger und Kunsthändler der ‚Reichskulturkammer der bildenden Künste‘ in Berlin unterstellt.“
Als Vorstand dieser Organisation trug Adolf Weinmüller Mitverantwortung für das am 16. Oktober 1934 erlassene „Gesetz über das Versteigerungsgewerbe“ und die damit einhergehende „Durchführungsverordnung“. Er übte damit großen Einfluss zum Nachteil der als antisemitisch verfolgten Kunsthändler und Kunsthändlerinnen aus, die existenzvernichtende Auswirkungen hatten. Bedingung für die aktive Teilnahme am Auktionswesen mit „Versteigerungslizenz“ war die Mitgliedschaft in der Reichskulturkammer. Eine Voraussetzung für die Mitgliedschaft in der Reichskulturkammer, die gleichzeitig den Erhalt der Versteigerungserlaubnis bedeutete, war das Prüfen der eigenen „Zuverlässigkeit“. 1935 erließ die Reichskulturkammer der bildenden Künste eine „Neuregelung“ des Münchner Kunsthandels. Diese forderte mit einer Frist von lediglich vier (!) Wochen die Auflösung bzw. „Umgruppierung“ von über 40 Kunst- und Antiquitätenhandlungen und Antiquariaten. Im Zuge dieser Frist wurde den Betroffenen auch ihre „erforderliche Eignung und Zuverlässigkeit“ aberkannt. Um sie systematisch auszugrenzen wurden viele Händler durch die Nationalsozialisten mit der diffamierend gemeinten Kategorie „jüdisch“ oder „nicht arisch“ versehen, womit ihnen eine Mitgliedschaft in der Reichskulturkammer „per se verwehrt“ wurde. Auch Hugo Helbing verlor so seine Mitgliedschaft in der Reichskulturkammer der bildenden Künste, womit auch seine Versteigerungserlaubnis erlosch.
Er hatte noch versucht, die große wirtschaftliche Bedeutung seines Unternehmens anhand der Auflistung seiner Umsätze beim Bayerischen Staatsministerium, Abteilung für Handel, Industrie und Gewerbe, nachzuweisen, doch die Reichskammer lehnte eine weitere Erteilung der Versteigerungserlaubnis „im Hinblick auf Versteigerungsvorschriften“ ab. Seine Geschäfte musste er fortan von einem „arischen“ Mitarbeiter führen lassen. Die Teilhaber der Galerie Hugo Helbing verließen die Firma sukzessive: am 31. Dezember 1935 Fritz Helbing, Theodor Neustätter verstarb am 7. April 1936 und Ernst Spiegel verließ am 1. Dezember 1936 als letzter Partner das Unternehmen.
Die Filiale in Frankfurt a. M., deren Alleineigentümer seit 1935 der ebenfalls wegen seiner jüdischen Abstammung verfolgte Arthur Kauffmann war (1887–1983), konnte aufgrund einer Sondergenehmigung noch bis 1937 Auktionen durchführen. Kauffmann und seine Familie flüchteten 1938 nach London, wo sie sich eine neue Existenz aufbauen konnten.
Nicht nur der Verlust seiner Teilhaber setzten der Firma Hugo Helbing im Jahr 1936 zu, sondern auch Adolf Weinmüller: „[A]ls arisches Konkurrenzunternehmen wurde die Firma Weinmüller in München aufgezogen und ihr die Versteigerungsgenehmigung erteilt. Damit war die Firma Hugo Helbing ziemlich brachgelegt“.
Die Firma Hugo Helbing konnte im Zeitraum von 1935 bis 1937 noch vereinzelt Auktionen durchführen, allerdings in München nur unter Leitung des „‚arischen‘ Prokuristen“ Adolf Alt. Mehrmals unternahm Hugo Helbing den Versuch Adolf Alt sein Unternehmen zu überschreiben, dieses Vorhaben wurde jedoch von der Regierung von Oberbayern abgelehnt und zwar mit der folgenden Begründung:

„Die Firma Hugo Helbing ist ein jüdisches Unternehmen im Sinne der 3. VO. [Dritten Verordnung, Anm. MH] zum Reichsbürgergesetz vom 14.06.1938. Die Tatsache, dass Vorverhandlungen zur Überführung des Betriebs in deutsche Hände schweben, ändert an dem derzeitigen Charakter des Geschäfts nichts. Die Beschwerde wird daher verworfen.“

Dieser Bescheid aus dem Jahr 1938 sollte Hugo Helbing allerdings nicht mehr erreichen.
Grundsätzlich war der Versuch der Kunsthändler und Kunsthändlerinnen, die eigenen Unternehmen einem „arischen“ Mitarbeiter zu überschreiben, damals als Maßnahme einer „freiwilligen Arisierung“ verstanden worden, „worin sie die einzige Möglichkeit zur Fortführung der Geschäftsbetriebe unter Wahrung der eigenen Interessen erkannten.“ Das Wort „freiwillig“ ist in diesem Zusammenhang allerdings ein obszöner und unerträglicher Euphemismus, der nicht im Geringsten die eigentlichen Umstände und Tatsachen beschreibt, die dieser „systematischen ,Säuberung‘ des Münchner Kunsthandels von ,nichtarischen Händlern‘“ zugrunde lagen.
Die Kunsthandlung Hugo Helbing, die auf nationaler und internationaler Ebene, über Jahrzehnte hinweg, über 800 Auktionen veranstaltet und einem Weltkrieg getrotzt hatte, wurde mit dem neuen „Versteigerungsgesetz“ ab 1934 und mit der „Entziehung der Mitgliedschaft ‚der Reichskammer der bildenden Künste‘“ geschäftsunfähig gemacht. Mit den bereits genannten Maßnahmen, wurde den Verfolgten die Existenzgrundlage entzogen und die Möglichkeiten einer Fortsetzung ihres beruflichen Erfolgs sukzessive und systematisch zunichtegemacht. Die Aufforderung zur „Umgruppierung oder Auflösung“ der Firmen ist mit einer Vermögensverschleuderung gleichzusetzen. Die Gesetzte, die für dieses Vorgehen erlassen wurden, sind als scheinlegales System zu bezeichnen.

### Ermordung Hugo Helbings und „Arisierung“
Am 9. November 1938 wurde die Kunsthandlung Helbing geschlossen und der Mitarbeiter der Reichskammer der bildenden Künste Max Heiß (1891–1962) als „Treuhänder“ eingesetzt. Der Kunstmarkt in München wurde ab 1936 von Adolf Weinmüller, seit 1931 Mitglied der NSDAP beherrscht. Weinmüller hatte seine berufliche Laufbahn als Forstbeamter begonnen. Max Heiß stellte 1940 mit einem Beschwerdebrief seine Integrität in Frage und behauptete, Weinmüller sei aufgrund eines „Salvarsanschmuggels“ 1921 inhaftiert worden und habe vier Wochen im Gefängnis verbracht. Weinmüller machte sich trotzdem 1921 in München als Kunsthändler selbständig. Als Vorsitzender des Bundes deutscher Kunst- und Antiquitätenhändler (seit 1933) war er mit dafür verantwortlich, dass Helbing nicht mehr im Kunsthandel und als Auktionator tätig sein konnte. Er profitierte mit seinem eigenen Auktionshaus direkt von dem „Gesetz über das Versteigerungsgewerbe“ (RGBl. I, 1934, S. 974), das die systematische Ausschaltung jüdischer Kunsthändler und Antiquare zum Ziel hatte, an dem er zuvor aktiv mitgearbeitet hatte.
Laut des Berichts des Regierungsdirektors Josef Haider kam am 10. November 1938 Adolf Alt zu ihm und berichtete ihm über die tragischen Ergebnisse, die sich am 9. November, am Tag der Novemberpogrome, um die Familie Helbing zugetragen hatten. Nach der durch die Partei angeordneten Schließung der Firma Helbing, erreichte Hugo Helbing die Nachricht, dass sein Sohn nach Dachau deportiert worden war. Am Vormittag seien auch zu ihm „zwei Mann von der Gestapo [gekommen] um auch Herrn Geheimrat Helbing nach Dachau zu bringen“. Als Helbing dieser Aufforderung nicht nachkam, wurde er in seiner eigenen Wohnung zusammengeschlagen. Die folgenden Tage verbrachte Helbing fast gänzlich bewusstlos im „jüdischen Krankenhaus in der Stielerstraße“.
Am 30. November 1938 erlag der 75-jährige zuhause seinen schweren Verletzungen.
Zur Beerdigung Helbings äußerte sich Haider wie folgt:

„Dann schilderte uns Herr Alt, wie am Beerdigungstag früh 5 Uhr die Leiche des Herrn Geheimrats Helbing, der sich um das Kunstleben der Stadt München so große Verdienste erworben hatte, von einigen jüdischen alten Herren auf einem Zweiräderkarren zum jüdischen Friedhof in der Thalkirchnerstraße gefahren und dort beerdigt worden ist. Die Teilnahme an der Beerdigung wäre dem Personale von der Partei verboten worden.“

Helbings Neffen Fritz Nathan gelang es 1936, mit seiner Familie in die Schweiz zu flüchten und sich dort eine neue Existenz als angesehener Kunsthändler aufzubauen. Die gemeinsam mit seinem Halbbruder Otto H. Nathan (188*–1930) geführte Ludwigs Galerie, deren Inhaber Fritz Nathan seit 1930 war, wurde an seine langjährige „arische“ Mitarbeiterin Käthe Thäter überschrieben.
Helbings Sohn Fritz und dessen dritte Ehefrau Doris, geborene Goldstein, wurden 1943 in das Vernichtungslager Auschwitz deportiert und dort ermordet.
Da das „Arisierungsverfahren“ der Firma Helbing sehr komplex ist, muss im Folgenden etwas weiter ausgeholt werden:
Max Heiß, der bereits am 2. Dezember – nur zwei Tage nach Helbings Tod – vom Reichspropagandaamt, Gau München Oberbayern, als „Abwickler“ für die Galerie Helbing bestellt worden war, war bereits in seiner „Rolle“ als „kommissarischer Leiter der Nachlasspflichten“ am 12. Dezember 1938, bei der Testamentseröffnung Helbings, anwesend.
Das Testament Hugo Helbings setzte vor allem seine Frau Lydia Ludwina Helbing und seinen Sohn Fritz als Erben der Immobilien, Grundstücke und Antiquitäten ein. Seine Frau schlug das Erbe am 16. Januar 1939 unerwartet aus, ebenso ihr Sohn Fritz. Dr. Hans Raff, der von der Familie als Nachlassverwalter im Jahr 1946 eingesetzt wurde, um die Ausschlagung des Erbes anzufechten, nahm 1949 in einem vorläufigen Bericht Stellung zu den Vorgängen, die sich im Zuge der Ausschlagung des Erbes durch Lydia und Fritz ereignet hatten:

„Herr Max Heiss wäre eigentlich nur beauftragt gewesen, die Firma Helbing entweder in arischen Besitz zu überführen oder sie abzuwickeln. Er nahm jedoch den gesamten Nachlass Helbing in Besitz und der Testamentsvollstrecker Alt konnte ohne Zustimmung von Heiss praktisch nichts unternehmen. Heiss erklärte den Erben, dass auch deren sonstiges Vermögen unter seine treuhänderische Verwaltung fallen würde, wenn sie nicht die Erbschaft nach Hugo Helbing ausschlagen würden. Deshalb und auch im Hinblick auf die erheblichen Schuldverpflichtungen der Firma Hugo Helbing entschlossen sich die Erben Anfang 1939, die Erbschaft auszuschlagen.“

Mit dem von Adolf Alt im März 1939 eingereichten Bericht über die „Nachlassmasse“ der Firma Helbing, beim Amtsgericht München, betrug deren Wert, der sich aus „Gemälde[n], Zeichnunge[n] und Kunstgegenstände[n]“, zusammensetzte, nur 25.207,33 RM. Grundstücke seien der Schuldentilgung für die Liebigstraße 21 und die Wagmüllerstraße 15 bereits zum Opfer gefallen. Behauptet wurde auch, dass Lydia Helbing auf diese „Nachlassmasse“ keinen Anspruch habe. Diese ging vielmehr in die Verwaltung der Reichskammer der Bildenden Künste über. Ganz im Gegensatz zu dieser Aussage steht jedoch diejenige des Wirtschafts-Revisions-Büros Fritz Noldes, die Hans Raff 1949 vorlag. In dieser zum Zweck der bereits 1941 erfolgten Verkaufsverhandlungen erstellten Bilanz steht dieser Wert bei 118.305,25 RM. Die Diskrepanz weist auf eine gezielte Herabwertung der Firma in der Bilanz Alts im Auftrag Haiders hin, um eine höhere Verschuldung des Unternehmens vorzutäuschen. Die Vermutung liegt somit nahe, dass Heiß von Anfang an keine „Abwicklung“, sondern „eine Übernahme der Galerie Helbing ins Auge gefasst hatte“. Gestützt wird dieser Verdacht auch dadurch, dass Max Heiß im Jahr 1940 eine eigene Versteigerungserlaubnis bei der IHK (Industrie- und Handelskammer) München beantragte. Die IHK lehnte seinen Antrag mit der Begründung ab, dass weder ein Bericht über die „Abwicklung“ noch ein „Antrag auf ,Arisierung‘“ vorliege – ein Interesse Heiß‘ an der Firma war dadurch evident.
Sogar eine Auktion hatte Heiß schon für Juni 1940 in den Räumlichkeiten der Firma Helbing geplant, für die er bereits einen Katalog hatte drucken lassen, auf dessen Titelblatt in großen Lettern „Hugo Helbings Nachfolger – Max Heiss“ stand. Diese Auktion fand allerdings nie unter der Federführung von Heiß statt. Meike Hopp führt dazu aus:

„Entgegen der Bestimmungen, die eine Beteiligung an den ‚Abwicklungsgeschäften‘ bzw. ‚Arisierungen‘ direkt durch die ‚Treuhänder‘ strikt untersagten, versuchte Heiß also, das trotz seiner Verschuldung wirtschaftlich äußerst lukrative Auktionshaus zu übernehmen. Dementsprechend agierte Heiß von Beginn an eher als Geschäftsführer denn als ‚Treuhänder‘.“

Heiß veräußerte Kunstgegenstände, auch aus Helbings Sammlung, unter anderem an Martin Bormann, so etwa das Gemälde Straße am Golf von Neapel von Oswald Achenbach für das als „Führerresidenz“ vorgesehene Residenzschloss Posen.
Letztlich führte Heiß die „Arisierung“ der Firma Helbing nicht selbst durch, sondern spielte sie zu Beginn des Jahres 1941 Jakob Scheidwimmer zu. Heiß schloss in seiner Rolle als „Abwickler“ mit Scheidwimmer, am 13. März 1941, einen Kaufvertrag für die Firma Helbing ab. Unter der Bedingung, dass Scheidwimmer Wertpapiere im Wert von 10.000 RM „bei der Städtischen Sparkasse, Hauptstelle München“ hinterlegte, konnte er die Firma direkt übernehmen. Für weitere 19.311 RM wurde die zum Geschäftsbetrieb gehörende Kommissionsware von Scheidwimmer erworben. Unter dem Namen „Galerie an der Wagmüllerstr. Jakob Scheidwimmer, vormals Hugo Helbing“ führte Scheidwimmer die Firma dann bis Kriegsende, nachdem er den Betrieb der Firma Hugo Helbing am 31. Juli 1941 beim Gewerbeamt München offiziell als eingestellt gemeldet hatte. Der Antrag auf eine Versteigerungslizenz, die Scheidwimmer ebenfalls im Jahr 1941 bei der IHK München stellte, wurde jedoch – ebenso wie zuvor bei Heiß – von Dr. Hans Sauermann und Adolf Weinmüller abgewiesen. Durch die Verweigerung einer Versteigerungserlaubnis für Scheidwimmer, wurde die Firma de facto schon 1941 „liquidiert“ und Adolf Weinmüllers Monopolstellung als Münchner Kunstauktionator war gesichert.
Das von Hans Raff, im Auftrag von Lydia Helbing und der Erbengemeinschaft nach Fritz Helbing, nach dem Krieg eingeleitete Wiedergutmachungsverfahren führte aufgrund von wesentlichen ungeklärten Fragen zu keinem für Helbings Erben zufriedenstellenden Ergebnis. Der Hauptteil der Privatsammlung Helbings, den Heiß in seiner Tätigkeit als sogenannter „Treuhänder“ „annektiert“ hatte, konnte nicht mehr aufgefunden werden. Scheidwimmer der das Unternehmen „arisiert“ hatte, konnte im Central Collecting Point nur vereinzelt Objekte der Sammlung und Kommissionswaren, anhand von Rechnungen, wiedererkennen. Aufgrund des Fehlens von Geschäftsunterlagen, vor allem aus der Zeit der Firma in der „Treuhänderschaft“ von Heiß, konnten in den Wiedergutmachungsverfahren die wesentlichen An- und Verkäufe der Galerie nicht restlos rekonstruiert werden – womit eine endgültige Klärung ausblieb.

## Nachfahren
Hugo Helbing heiratete in erster Ehe Sophie, geborene Liebermann (1865–1921) und hatte mit ihr zwei Söhne, Friedrich (Fritz) David Helbing (geb. am 16. Dezember 1888 in München, ermordet 1943 in Auschwitz) und Rudolf Josef Helbing (geb. am 4. Juli 1890, gest. am 8. November 1893 in München). Rudolf starb als Kleinkind; Sohn Fritz war drei Mal verheiratet (Auguste Fischer [1900–1922], Martha Wild [1903–1987], Dora Doris Goldstein [1895–1943]), blieb aber kinderlos. Nach dem Tod seiner ersten Frau im Jahr 1921 heiratete Hugo Helbing 1926 seine zweite Frau, Lydia Ludwina Vorndran (geb. am 10. April 1884 in Würzburg).
Nach dem Tod seines Schwagers Alexander Nathan (1845–1908), dem Ehemann seiner Schwester Irene Helbing (1867–1949), wurde Hugo Helbing 1908 der Vormund seines Neffen Fritz Nathan (1895–1972).

## Forschung
Nach Hugo Helbings Ermordung wurde auch sein Andenken nach und nach aus dem öffentlichen Bewusstsein getilgt. Erstmals hat sich seither die Kunsthistorikerin Meike Hopp mit ihrer Dissertation „Kunsthandel im Nationalsozialismus. Adolf Weinmüller in München und Wien“ (2012) eingehend mit Helbing befasst.
In der Folge begann die Forschung, insbesondere die Provenienz- und Kunstmarktforschung, sich intensiv mit den hunderten noch erhaltenen, annotierten Auktions-, Protokoll- und Verkaufskatalogen der Firma Helbing zu befassen, die die über 800 Auktionen, die das Auktionshaus Hugo Helbing zwischen den Jahren 1887 und 1937 veranstaltet hatte, dokumentierten. Zu diesen gehörte unter anderem auch ein umfassendes Konvolut von 698 Katalogen (Zeitraum 1895–1937), welches dem Zentralinstitut für Kunstgeschichte im Jahr 2016 von der Kunsthandlung Rudigier, München, geschenkt wurde. Bereits im Jahr 2009 waren der Bibliothek des Kunsthaus Zürich 375 annotierte Auktionskataloge, die aus dem Nachlass des Zürcher Kunstsammlers Oskar A. Müller stammen, geschenkt worden. 187 weitere annotierte Kataloge des Auktionshauses Hugo Helbing tauchten 2019 im Auktionshaus Karl & Faber auf, dessen Geschäftsführung sie in der Folge Johannes Nathan (Enkel von Fritz Nathan) schenkte. Dieser stellte sie dem Zentralinstitut für Kunstgeschichte am 28. April 2021 als Dauerleihgabe zur Verfügung.
Diese Quellen enthalten zahllose Beschreibungen und Abbildungen von Kunstwerken mit Informationen zu Provenienzen, Einlieferern, Interessenten, Käufern, Geboten, erzielten Preisen etc. Sie sind damit nicht nur für die Erforschung von Herkunftsgeschichten, sondern auch für die Sammlungs- und Geschmacksgeschichte des späteren 19. und frühen 20. Jahrhunderts von großem Wert.
Mit dem Aufbau des Portals „German Sales“ ab 2010 – ein von der DFG (Deutsche Forschungsgemeinschaft) gefördertes Kooperationsprojekt der Universitätsbibliothek Heidelberg, der Kunstbibliothek der Staatlichen Museen zu Berlin und des Getty Research Institutes in Los Angeles – wurden auch die Auktionskataloge der Firma Helbing digitalisiert. Zunächst wurden nur Exemplare ohne Annotationen gescannt, ab 2019 – im Rahmen eines neuen Folgeprojekts – dann aber auch Exemplare mit Annotationen.
Die digitalisierten Handexemplare der Kataloge des Auktionshauses Hugo Helbing beinhalten Informationen, die neben klassischen kunsthistorischen Fragestellungen wie Zuschreibungen und Authentifizierungen auch die Provenienz-, Sammlungs- und Kunstmarktforschung betreffen. Die Handexemplare sind für diese Forschungsbereiche von „exzeptioneller Bedeutung“, zusätzlich werden die Auktionskataloge im Zuge dieses Projekts wissenschaftlich beschrieben. Zentral ist dabei die „Typisierung und Systematisierung der Auktions-annotationen sowie die Entwicklung und Evaluierung eines Modells zu deren strukturierten Erfassung“.
Mitwirkende Institutionen an diesem Folgeprojekt waren die Universitätsbibliothek Heidelberg, das Zentralinstitut für Kunstgeschichte in München und – als Kooperationspartnerin – Prof. Dr. Meike Hopp, Juniorprofessorin für digitale Provenienzforschung an der Technischen Universität Berlin.
Insgesamt ist heute ein Bestand von 1067 händisch annotierten Auktionskatalogen/Versteigerungskatalogen aus dem Auktionshaus Hugo Helbing bekannt, welche mit dem wissenschaftlichen Terminus „Handexemplare“ bezeichnet werden und zumindest wieder einen partiellen Einblick in den damaligen Geschäftsbetrieb ermöglichen. Der Weg, den die Handexemplare nach der Arisierung der Kunsthandlung nahmen, bedarf noch weiterer Recherchen.
Die 2016 von Meike Hopp und Melida Steinke anlässlich der Schenkung von annotierten Katalogen kuratierte Ausstellung am Zentralinstitut für Kunstgeschichte – „Hugo Helbing: Auktionen für die Welt“ – beleuchtete die Geschichte des Auktionshauses im Kontext der Provenienzforschung und der Quellenkunde zum Kunstmarkt und Kunsthandel. Die gleichzeitig bei Google Arts & Culture eingerichtete online-Ausstellung zu diesem Thema kann weiterhin abgerufen werden.
Seit 2016 findet – aufgrund einer Anregung von Johannes Nathan – jährlich die Hugo Helbing Lecture – Exploring the Art Market im Zentralinstitut für Kunstgeschichte statt. Die Erforschung des Kunstmarktes bildet den thematischen Mittelpunkt dieser Veranstaltung, mit der an das Wirken des Kunsthändlers Hugo Helbing erinnert werden soll. Vortragende der letzten Jahre waren unter anderem: der Kunsthistoriker Thomas W. Gaethgens, der Kunsthistoriker Craig Clunas (2017), die Kunsthistorikerin Meike Hopp (2018), der Kunsthistoriker Michael Kaufmann (2019), die Kunsthistorikerin Lynn Catterson (2021), die Kunsthistorikerin Anne Helmreich (2022) und die Kunsthistorikerin Frances Fowle (2023).
Seit dem 1. März 2022 finanziert das Deutsche Zentrum Kulturgutverluste das „Helbing Art Research Project: Studie zur Rekonstruktion der Sammlung Hugo Helbing und zum Verbleib der vermissten Werke“. Von Helbings Urgroßneffen Johannes Nathan beantragt, wird es in Kooperation mit Prof. Dr. Meike Hopp, Juniorprofessorin am Institut für Kunstwissenschaften und Historische Urbanistik / Fachgebiet Digitale Provenienzforschung an der Technischen Universität Berlin, durchgeführt. Ziel des Forschungsprojekts ist es, die Privatsammlung Hugo Helbings so weit wie möglich zu rekonstruieren und den Verbleib der Kunstwerke aufzuklären. Im Zuge des Projekts werden auch Netzwerke des Kunsthandels und Helbings Beziehungen zu privaten Kunstsammlungen untersucht, die bereits vor 1933 zu Helbings Wirkungskreis gehörten.
Über die im Jahr 2021 ins Leben gerufene Website und dazugehörige App „MunichArtToGo“, können die Spuren Hugo Helbings und seines Wirkens in München heute wieder vor Ort nachvollzogen werden.